# Малєвський Олександр Тихонович
Малєвський Олександр Тихонович (народився 09 вересня 1944, смт Врадіївка, Миколаївська область). — український політик, член КПУ (з 1968). Перший секретар Цюрупинського РК КПУ (з 1997).

## Біографія
Народився 9 вересня 1944 року в смт Врадіївка, Миколаївська область.
Здобув освіту в Українській сільськогосподарській академії яка сьогодні іменується як "Національний університет біоресурсів і природокористування України" (1968—1975), учений агроном.
З 1958 року — колгоспник, колективного господарства «Шлях до комунізму» Врадіївського району.
З 1963 по 1966 рік — курсант, заступник начальника застави з політичної частини, Західний прикордонний округ.
З 1966 по 1967 рік — інструктор зі спорту, колективного господарства «Шлях до комунізму» Врадіївського району.
З 1967 по 1968 рік — завідувач організаційного відділу, Врадіївський РК ЛКСМУ.
З 1968 по 1970 та з 1974 по 1975 роки — голова жовтневої сільради, народний депутат Врадіївського району.
З 1970 по 1974 рік —  бригадир комплексної бригади.
З 1975 по 1982 рік — агроном, голова агроном, заступник голови правління, колективного господарства «Октябрь» Врадіївського району.
З 1982 по 1987 рік — заступник голови, секретар парткому,  колективного господарства ім. XXI з'їзду КПРС Цюрупинського району.
З 1987 по 1999 рік — директор, птахорадгосп «Виноградівський» Цюрупинського району.

## Політична діяльність
Народний депутат України 2 скликання з 04.1994 (2-й тур) до 04.1998, пройшов по Цюрупинському виборчому окрузі №404, Херсонська область.
Член Комітету з питань боротьби з організованою злочинністю і корупцією.
Член фракції комуністів.
На час виборів був директором птахорадгоспу «Виноградівський» Цюрупинського району.
Народний депутат України 3 скликання 03.1998-04.2002 від КПУ, №80 в списку.
Член Комітету з питань законодавчого забезпечення правоохоронної діяльності та боротьби з організованою злочинністю і корупцією (07.1998-02.2000),
Член Комітету з питань боротьби з організованою злочинністю і корупцією (з 02.2000),
Член фракції КПУ (з 05.1998).
На час виборів: нардеп України, член КПУ.

## Сім'я
Батько Тихон Семенович (1915—1945) — загинув на фронті.
Мати Федосія Ігнатівна (1915—1981) — колгоспниця в колгоспі «Шлях до комунізму».
Дружина Людмила Григорівна (1951) — інспектор відділу кадрів, КСП «Таврійський» в Херсонській області.
Донька Лариса (1971) — вчителька молодших класів у с. Виноградове Олешківського району.
Донька Наталія (1975) — вчителька української мови і літератури в Києві.